# Ralph P. Locke
Ralph P. Locke (* 9. März 1949) ist ein US-amerikanischer Musikwissenschaftler und emeritierter Professor für Musikwissenschaft an der Eastman School of Music in Rochester, und einer der bekanntesten Kritiker klassischer Musik in den USA. Er gründete die Eastman Studies in Music-Reihe. Er ist Mitautor des New Grove Dictionary of Music and Musicians und mehrerer anderer Bücher und Herausgeber mehrerer Zeitschriften. Locke erwarb seinen BA an der Harvard University und seinen Doktortitel in Chicago.

## Veröffentlichungen (Auswahl)
- Music and the Exotic from the Renaissance to Mozart. Cambridge University Press, 2015.
- Musical Exoticism: Images and Reflections. Cambridge University Press, 2009.
- Cultivating Music in America: Women Patrons and Activists since 1860. University of California Press, 1997.
- Music, Musicians, and the Saint-Simonians. University of Chicago Press, 1986.